# Aquamyces
Aquamyces är ett släkte av svampar. Aquamyces ingår i familjen Aquamycetaceae, ordningen Rhizophydiales, klassen Chytridiomycetes, divisionen pisksvampar och riket svampar.
|           | Alphamyces                              |
|           |                                         |
| Aquamyces | \| \| Aquamyces chlorogonii \| \| \| \| |
|           | \| \| Aquamyces chlorogonii \| \| \| \| |
|           | Aquamyces chlorogonii                   |
|           |                                         |

|  | Aquamyces chlorogonii |
|  |                       |